# Leipziger Tieflandsbucht

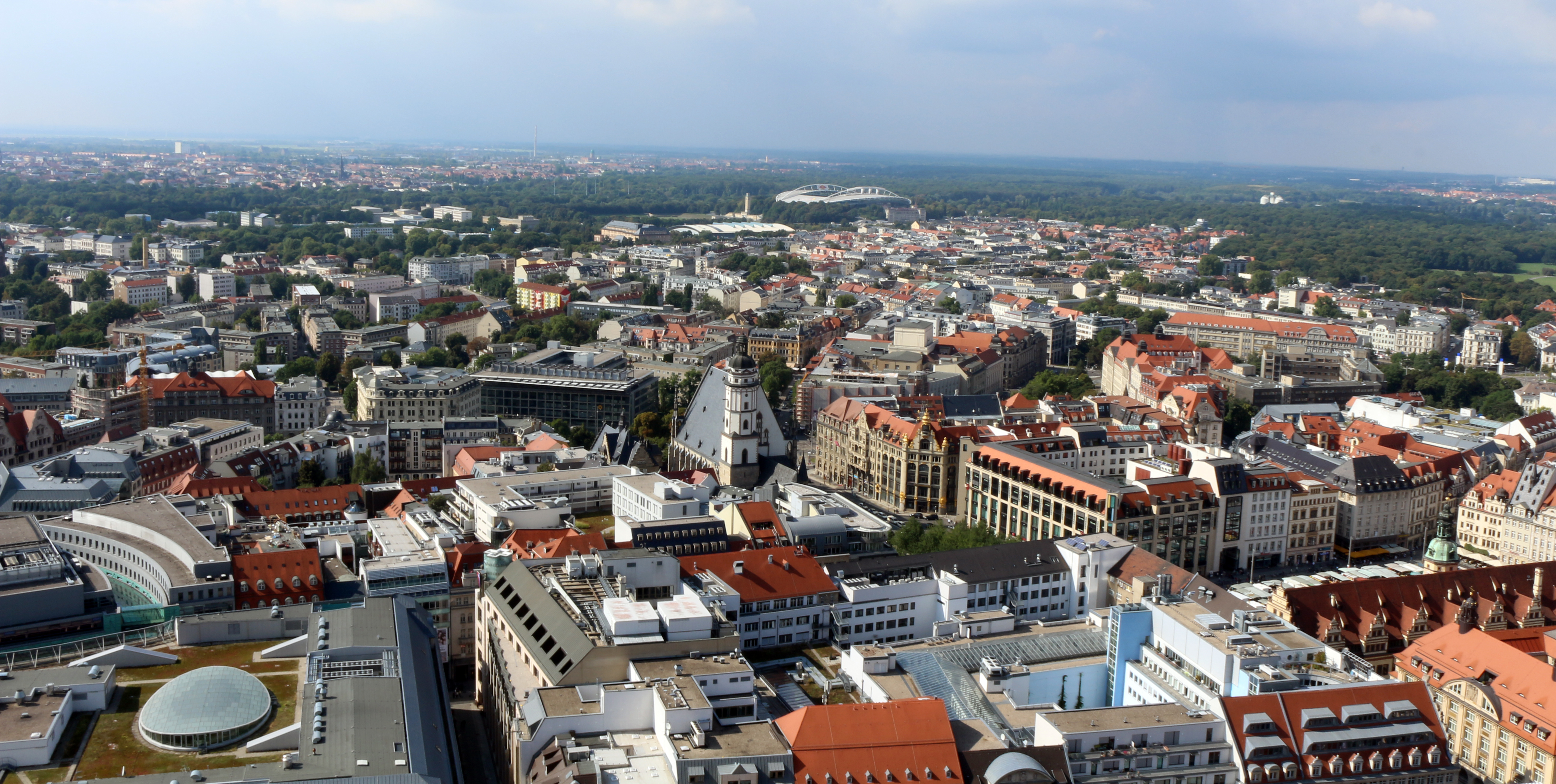
Luftbild von Leipzig, Tiefland bis zum Horizont

Die Leipziger Tieflandsbucht ist eine relativ waldarme Landschaft im Nordwesten Sachsens und im Südosten Sachsen-Anhalts. Es existieren zahlreiche Gewässer. Die dortigen Böden gelten als sehr fruchtbar. 

## Geographie
Im Zentrum der Leipziger Tieflandsbucht liegt der Ballungsraum Leipzig-Halle. Nach Angaben des BKG befindet sich die Leipziger Tieflandsbucht im weiteren Umland der Städte Leipzig und Halle (Saale).
Ihr Nordrand liegt bei Halle-Trotha, Brehna, Delitzsch und Eilenburg. Im Osten reicht sie bis fast an das Mulde-Tal bei Wurzen und Grimma heran. Im Süden wird sie von der Linie Altenburg – Zeitz – Weißenfels begrenzt. Im Westen reicht sie bis Teutschenthal und Mücheln.
Ursprünglich gab es entlang der Flussläufe ausgedehnte Auwälder und wesentlich mehr Flussarme und Mäander. Im Zuge der Urbanisierung und der sich seit den 1920er Jahren entwickelnden Braunkohlentagebaue sind enorme Flächen abgeholzt und manche Gewässer kanalisiert bzw. umgeleitet worden.
Die Leipziger Tieflandsbucht wird im Norden von der Dübener Heide, im Osten von der Elbe, im Süden vom Erzgebirgsvorland und dem Mittelsächsischen Hügelland sowie im Westen von der Saale begrenzt.

### Geologie

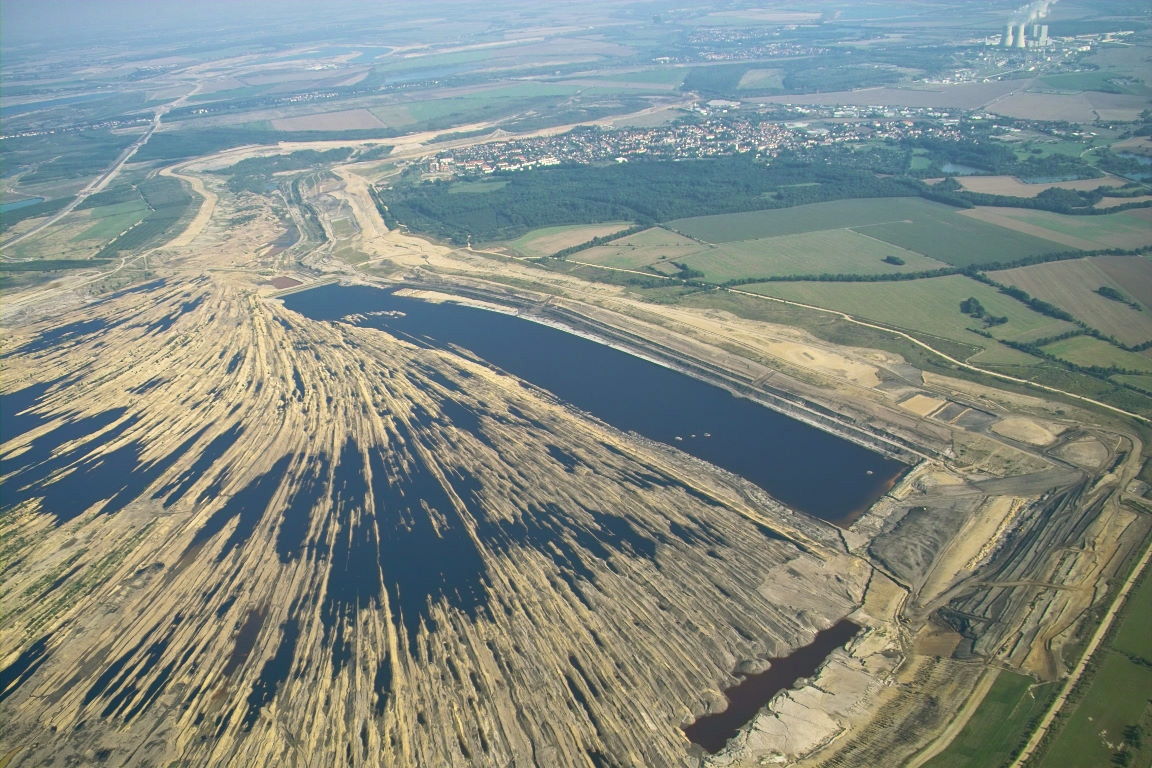
Braunkohletagebau Zwenkau (2005)

Die Leipziger Tieflandsbucht ist ein Altmoränenland und der südlichste Teil des Norddeutschen Tieflands in Ostdeutschland. Morphologisch besteht die Landschaft im Wesentlichen aus einer Ebene mit nur geringen Erhebungen, wie den Hohburger Bergen. Sie wird durch die Flusstäler von Saale, Weißer Elster, Mulde und Pleiße gegliedert.
Die Leipziger Tieflandsbucht entstand im Tertiär. Als sich das Erzgebirge und das Vogtland erhoben, bildete sich als Ausgleichsbewegung ein Becken, in dem sich Verwitterungsmaterial der Gebirge ablagerte. Durch das wärmere, feuchtere Klima im Tertiär entstanden Wälder, die durch Überschwemmungen regelmäßig wieder zerstört wurden. Dabei wurde ihr Holz mit Lockersedimenten überdeckt, was eine Zersetzung verhinderte. Da diese Sedimente mit der Zeit immer mächtiger wurden, bildeten sich aus dem Holz Braunkohlen (siehe Mitteldeutsches Braunkohlerevier). Es kam ebenfalls zu Moorbildung.
Weit verbreitet sind in der Leipziger Tieflandsbucht ebenfalls die Schichten des Pleistozäns. Damals entstanden während mehrerer Inlandvereisungen durch Schmelzprozesse verschiedene Einheiten von Geschiebemergeln. Weiterhin wurde im Vorland der Vereisungen Flugsand (Löß) abgelagert.

## Landschaftliche Bedeutung
Der Großraum Leipzig ist historisch, kulturell und wirtschaftlich in Mitteldeutschland bedeutend. Daneben entwickelt er sich auch in landschaftlicher und touristischer Hinsicht, durch die Rekultivierung alter Braunkohleabbaustandorte und deren Umwandlung in Erholungsgebiete, vor allem nördlich und südlich von Leipzig. Durch das Fluten der Tagebaurestlöcher entstanden und entstehen in der Leipziger Tieflandsbucht viele neue Seen, die allmählich das Gesicht der Landschaft verändern (siehe Leipziger Neuseenland).